# MaYaN
MaYaN je nizozemská symphonic-death metalová superskupina založená v roce 2010 zpěvákem Markem Jansenem, kytaristou Frankem Schiphorstem a klávesistou Jackem Driessenem. Ve skupině zpívá současně různými styly vokálu několik zpěváků a v hudbě spojuje death metalové, symfonické a power metalové prvky. V roce 2018 skupina vydala svoje nejnovější album Dhyana.

## Historie
Skupina vznikla původně jako projekt Marka Jansena a jeho bývalého spoluhráče z After Forever Jacka Driessena, přičemž Mark přizval ještě kytaristu Franka Schiphorsta. Ke skupině se později připojili Markovi spoluhráči z Epicy bubeník Ariën van Weesenbeek a kytarista Isaac Delahaye, bývalý baskytarista skupiny Delain Rob van der Loo, hostující zpěvačky Simone Simons, Floor Jansen, Laura Macrì a německý zpěvák Henning Basse. V této sestavě vydala skupina v roce 2011 svoje debutové album Quarterpast.
V roce 2013 se Laura Macrì a Henning Basse připojili ke skupině nastálo a Isaac Delahaye byl po svém odchodu nahrazen nizozemskou kytaristkou Merel Bechtold. V roce 2014 vydala skupina album Antagonise, které se zabývá tématem současného stavu světa ve kterém jsme všichni sledováni. Na albu se jako hosté objevili mexická zpěvačka Marcela Bovio a řecký houslista Dimitris Katsoulis.
V roce 2015 Rob van der Loo opustil skupinu, aby se mohl soustředit na Epicu a další projekty a na jeho místo přišel Roel Käller.
Na nahrávání jejich nejnovějšího alba Dhyana (2018) skupina spolupracovala s českým orchestrem Filharmonici města Prahy. Na albu se také objevili nový zpěvák George Oosthoek.

## Členové

### Současní členové
- Mark Jansen – zpěv (2010–současnost)
- Frank Schiphorst – kytara (2010–současnost)
- Jack Driessen – klávesy, zpěv (2010–současnost)
- Ariën van Weesenbeek – bicí (2010–současnost)
- Laura Macrì – zpěv (2013–současnost)
- Merel Bechtold – kytara (2013–současnost)
- George Oosthoek – zpěv (2016–současnost)
- Roel Käller – baskytara (2016–současnost)
- Marcela Bovio – zpěv (2017–současnost)

### Bývalí členové
- Sander Gommans – kytara (2010)
- Jeroen Paul Thesseling – baskytara (2010–2011)
- Isaac Delahaye – kytara (2010–2013)
- Rob van der Loo – baskytara (2011–2015)

## Diskografie

### Studiová alba
- Quarterpast (2011)
- Antagonise (2014)
- Dhyana (2018)

### EP
- Undercurrent (2018)